# (72502) 2001 DK67
(72502) 2001 DK67 – planetoida z pasa głównego asteroid okrążająca Słońce w ciągu 4,49 lat w średniej odległości 2,72 j.a. Została odkryta 19 lutego 2001 roku w programie LINEAR.